# Tokyo Loss
『Tokyo Loss』（トウキョウロス）は、田中壱征が監督・脚本の日本映画。
2017年10月、釜山国際映画祭にて、釜山市友好作品認定授与。同年12月は、台北で開催されたアジア国際映画祭（AIFF） にてノミネート受賞。
2018年3月30日から国外で先行公開された。8つの作品から構成されるオムニバス長編映画である。
2023年には、Tokyo Lossに続く、映画「雨のち晴れの予定―TokyoLoss２」の本撮影が行われた。
監督・脚本は、同じ田中壱征。
2025年秋、一般劇場公開予定。
出演は、松本明子、モト冬樹、酒井敏也、大林素子、奥山佳恵、南部虎弾、いしだ壱成、丈、岸田敏志、原めぐみ、大倉弘也、氏神一番など。

## 概要
大都会東京で暮らすうちに何かを失いながらも、何かを背負いながらも、明日を必死に選んで行く人々の姿をリアルに描いた作品。

## あらすじ

### 上を向いてごらん
醜い人間関係から、小学校を不登校になってしまった少年。「学校へ行く」と親には言って家を出るが、結局は公園でひとり。その公園に、一人のサラリーマンが。沖縄から出て来て3年、東京の生活に無理が重なり、自己破産寸前のサラリーマンだった。2人が見上げた東京の空には……。

### 東京の片隅
一向に売れない漫画家が、東京の片隅で、希望を抱いて上京した素人モデルとばったり出会う。疑問を抱え、現実の日々をこなすことに精いっぱいになってくるモデルは、わけもわかならない漫画家の意見を聞くことに。

### ファイティン!!
モデル事務所シンデレラの、仕事がめっきり減ってきた古株モデル。事務所にもネガティブに当たり、行き場すらない。ちょうどその時、夢に満ち溢れた20歳のノリに乗っているモデルが、福岡から上京して入所する。壮絶なモデル同志の葛藤が……。

### 生きている記憶
白血病と闘い、同じ病院で出会った男女。共に励ましながら、2人は次第に惹かれ合っていく。半年後、女は退院する。しかし男はもう、退院することが出来なかった。命が限られた彼は、彼女に最後の電話をする。2人の苦渋の決断は……。

### 笑顔の向こう側
結婚適齢期をとっくに過ぎてしまった、40代半ばの地味なOL。半同棲をしていた彼に結局はフラれ、今はひとりになり、毎晩オーガニックレストランへ。そのレストランに、一人の男性が現れる。結婚詐欺に失敗したばかりの軽い男性だった。OLは彼を捕まえようとするが、彼の笑顔の奥を悟ってしまう。

### 0.1％の可能性
幼い頃に交通事故で両親を亡くし、東京港区の小さな商店街で、ロック魂の祖母に育てられた男。しかし、そのロック魂を受け継ぐことなく、今はニート。ある日突然、祖母の急死の知らせが来る。立ち直れないニート。同じバイト先で気になる女性もいたが、彼女も離れてしまう。ニートは、祖母と暮らした家で、少しずつ決断をしていく。

### セカンドステージ
陽子、信子、ノエルは、四日市市出身の幼馴染みで50代なかば。バブル全盛期を謳歌し、それぞれの道を歩むも、不安を抱いている。陽子の経営するバーで、3人は久しぶりに再会する。陽子の店で働くニューハーフ。愛した男のために性別適合手術まで受け告白するも、思いは叶わず自殺を試みるが、陽子に救われたのであった。結局、朝まで語り合った4人に、眩しい、温かい朝日がやってきた。

### 絆 -KIZUNA-
給料安いのに、朝は早い!! いつも汚く、回りには自分の仕事のことを言えない建築職人の若者たち。「居場所」まで失いかけるが、親方や先輩が、若者たちの心を全力でフォローして行く。熱く喧嘩もしていくが、徐々に、「絆」が見えて来た。
※岸田敏志・中村繁之 出演の「TokyoLoss‥ 絆 -KIZUNA- (映画) 」は、オムニバスから外れ、映画一本化区分となる。

## キャスト

### 上を向いてごらん
- 木村周平 - 具志堅貴大[2]
- 東翔太 - 小山雄翔[2]

### 東京の片隅
- 赤伸吾 - 谷村有寿麻[2]
- 若葉ひなの - ホンメイ[2]
- 漫画編集者 - 池田侑希[2]

### セカンドステージ
- 坂本陽子 - 原めぐみ[2]
- 杉崎信子 - シェリー (タレント)[2]
- 有栖川ノエル - やや[2]
- 水野涼（アナン） - ブンシリ[2]

### ファイティン!!
- 斎藤美香 - 畑野菜々[2]
- 渡辺優斗 - 椿隆之[2]
- 榊原真利子 - ローバー美々[2]
- 小宮清恵 - 安達有里[2]

### 生きている記憶
- 樫田 - 後藤健流[2]
- 羽鳥 - 後藤紗亜弥[2]

### 笑顔の向こう側
- 田辺のり子 - 大林素子[2]
- 森本みのる - 有馬拓人[2]
- 堺武史 - 小松拓也[2]
- 桜木ひな

### 0.1%の可能性
- 横田隆 - 山田親太朗[2]
- 菊内綾香 - 梅本静香[2]
- 横田やちよ - 安井ひろみ[2]
- 謎の占い師 - 仲雅美[2]
- 権藤健一 - SADA[2]
- 大倉正之助（囃子大倉流大鼓方能楽師、特別出演）[2]
- 紫藤尚世（着物デザイナー、特別出演）[2]

## スタッフ
- 監督・原作・脚本: - 田中壱征[2]
- 脚本 - 水町直人、渡邊津弓、CHOMO、漆原悠日、山崎豪
- 音楽カウンシル - 日吉孝夫[2]
- 音楽プロデューサー - 岩楯公秀、有森聡美[2]
- 音楽（オープニング作曲／ピアノ） - 平原誠之
- DOP・編集 - 水町直人
- 撮影 - 道川昭如、佐藤雄一
- 美術 - 栗原裕也
- 録音 - 小宮元
- MA - 大塚しょう
- 助監督 - 小野田唯
- 制作担当 - 川田邦夫、山田順子
- 制作 - LAX FILMS[2]
- 協力 - 映像文化振興協会 、リンクス(株) 、内閣府議会新聞社、東京タワー 、メルセデスベンツ、DMM.com、大江戸温泉、SAINTLAWRENCE
- 協力プロダクション：ホリプロ、オスカープロモーション、アワーソングスクリエイティブ（ケイダッシュグループ）、芸映、サンミュージック、スカイコーポレーション、夢企画
- 協力メディア：フジテレビ、TBSテレビ
- 配給： WITHOUT A FLOCK
- 司法協力：若狭勝
- 製作：ISSEY FILMS・FEEL PICTURES

## 主題歌
- オープニング - 「KISEKI」松本梨香[2]
- エンディング - 「精一杯の応援ソング」THE Elpics[2]
- 「ファイティン!!」挿入歌 - 「恋はうらはら」原めぐみ
- 「セカンドステージ」挿入歌 - 「東京GET DOWN」原めぐみ、やや、シェリー

## 映画祭出品・受賞
- ベルリン国際映画祭出品
- 釜山国際映画祭（BIFF） 釜山市友好作品認定授与 （2017年）[1]
- アジア国際映画祭（AIFF） ノミネート受賞 （2017年）[1]

## 公開上映
- 2018年3月30日 タイ・バンコク W-DISTRICT U-691
- 2018年5月25日 アメリカ合衆国・ニューヨーク、マンハッタン Downtown Community Television Center(DCTV）
- 2018年6月30日 ミャンマー・ヤンゴン RENO HOTEL BIGHALL